# Dorosłość
Dorosłość – określenie stanu dojrzałości fizycznej (w biologii odnosi się do organizmu), zwykle człowieka (mężczyzny lub kobiety), który nie jest dzieckiem.
Uzyskanie pełnoletniości jest momentem formalnie oznaczającym dorosłość (mylnie utożsamianą z dojrzałością).
Dawniej dorosłość była wyznaczana na kilka różnych sposobów, a mianowicie przez:
- osiągnięcie dojrzałości biologicznej lub fizycznej
- przejście serii testów dowodzących gotowości dziecka do dorosłego życia (inicjacja)
- osiągnięcie pewnego wieku
- poczęcie u mężczyzn, bądź u kobiet urodzenie dziecka.

Większość nowoczesnych państw posiada prawnie określoną granicę wieku, po przekroczeniu której obywatel staje się dorosły bez żadnej wymaganej demonstracji gotowości do wejścia w dorosłość.

## Aspekty prawne
Bycie dorosłym oznacza możliwość zatrudnienia na podstawie umowy o pracę. Inne konsekwencje to wygaśnięcie władzy rodzicielskiej rodziców nad dzieckiem i co do zasady koniec odpowiedzialności finansowej za dziecko; możliwość zawarcia związku małżeńskiego, głosowania w wyborach, posiadania broni palnej, samodzielnego podróżowania za granicę czy legalnego stosowania niektórych używek (papierosy, alkohol). W niektórych przypadkach granica wieku może być niższa, jeżeli prawo danego kraju dopuszcza wyjątki (np. zawarcie związku małżeńskiego dla kobiet jest w Polsce możliwe wcześniej za zgodą sądu rodzinnego).
W niektórych państwach istnieje możliwość wykonywania niektórych czynności prawnych (sprzedaż, użyczenie) przez osoby niepełnoletnie. Czasami w związku z tym występuje wymóg nadzoru przez opiekuna prawnego lub dowolną osobę dorosłą.
Prawna granica wchodzenia w dorosłość (pełnoletniość) zwykle waha się pomiędzy 14. a 21. rokiem życia, zależnie od regionu. Niektóre kultury w Afryce określają dorosłość od 13 lat, a Gwatemala rozważa przesunięcie granicy na 10 lat.
Prawo rzymskie po okresie sporów między szkołami Sabinianów i Prokulianów uznało, że mężczyzna osiągał dojrzałość (łac. pubertas) kończąc 14 lat a kobieta 12 lat (Instytucje Justyniana I,22). Jednak nawet dojrzali do chwili osiągnięcia 25. roku życia (minores, „młodsi”) mieli na mocy ustawy lex Laetoria (z 191 r. p.n.e.) zapewnioną ochronę przed nadużyciami ze strony oszustów wykorzystujących ich niedoświadczenie lub niewiedzę w zakresie spraw prawno-majątkowych. Minor pozwany o spełnienie niekorzystnego dla siebie przyrzeczenia mógł bronić się za pomocą exceptio legis Laetoriae, a jeśli nastąpiło niekorzystne przesunięcie majątkowe, mógł ubiegać się o restitutio in integrum (przywrócenie stanu poprzedniego). Wcześniejsze uznanie za pełnoprawnego uzyskać mógł minor w drodze specjalnego przywileju cesarskiego – mężczyzna po ukończeniu 20., a kobieta 18. roku życia (venia aetatis, Kodeks Justyniana 2, 44). Poza tym kobiety, również po przekroczeniu tej granicy wiekowej, były na różne sposoby ograniczane w prawach.
U Żydów dorosłość jest osiągana w wieku 13 lat przez chłopców (uroczystość bar micwa), a po osiągnięciu 12 lat przez dziewczyny (odpowiednio bat micwa) – jednakże pierwotnie nie osiągało się dorosłości tylko po przekroczeniu danej granicy wieku.
W większości współczesnych krajów prawną granicą dorosłości jest 18 lat. Wyjątkami są:
- Iran (15 lat)
- Kuba, Malta, Szkocja (16 lat)
- Indonezja, Korea Północna (17 lat)
- Korea Południowa (19 lat)
- niektóre stany w Stanach Zjednoczonych (między innymi w Alabamie i Nebrasce jest to 19 lat)[2]. Jednak na całym terytorium tego państwa alkohol można kupować i spożywać dopiero po przekroczeniu tzw. legal drinking age, który wynosi 21 lat.
- większość prowincji i terytoriów Kanady (19 lat)
- Arabia Saudyjska, Portoryko (21 lat).

## Kryteria dorosłości
Różne są kryteria dorosłości, i tak:
- według Houle’a[potrzebny przypis] dorośli to osoby w przedziale od 18. do 60. roku życia, mieszkający samodzielnie, a także uczący się w instytucjach w niepełnym wymiarze godzin

- według Wernera[potrzebny przypis] dorosłość definiuje:
  - niezależność ekonomiczna
  - odpowiedzialność
  - adekwatne uczestnictwo w życiu kraju
  - troska o najbliższych.

- według J.W. Johnstone’a i R.J. Rivery[potrzebny przypis] dorosłymi są:
  - osoby, które posiadają własne mieszkanie i przekroczyły 21 lat
  - osoby niemające 21 lat pozostające w związku małżeńskim
  - osoby niemające 21 lat będące głową rodziny
  - osoby mające 21 lat lub więcej pozostające w siłach zbrojnych, które łączą silne więzi z domem rodzinnym
  - osoby mające 21 lat lub więcej mieszkające w internacie lub akademiku i mocno związane z członkami rodziny.

### Proces dorosłości na skali wzrost –regresw ujęciu C.C. Cogginsa[potrzebnyprzypis]
Dorosłość to proces rozwoju psychicznego, który jest usytuowany w 4 grupach postaw:
- wobec siebie – cechuje je duża samoświadomość, adekwatna samoocena (gdyż zaniżona i zawyżona jest barierą) oraz koncentracja na rozwoju,
- wobec innych – charakteryzują się rozumieniem innych, poczuciem solidarności z innymi, koncentracją na nich oraz szacunkiem wobec innych,
- wobec świata i życia (postawa kluczowa) – znamionuje je zaangażowanie w sprawy codzienności, orientacja proaktywna (zajmując się sprawami codziennymi musimy mieć na uwadze, czy przyniesie to pożytek w przyszłości, w bliższej lub dalszej perspektywie) oraz gotowość na ryzyko niepowodzeń,
- wobec wiedzy i procesu jej zdobywania – cechuje je wiedza o problemach i sposobach ich rozwiązywania.

## Cechy dorosłego
Wymienione tu zostały niektóre cechy osobowości, które symbolizują dorosłość w większości kultur. Nie zawsze jest pełna zgodność pomiędzy poniższymi cechami a cechami człowieka o wieku określającym go prawnie dorosłym. Te cechy to:
- samokontrola
- stabilizacja społeczna
- niezależność
- odpowiedzialność
- taktowność
- samodzielność
- powaga
- wytrzymałość
- doświadczenie
- obiektywność
- własne decyzje.

Zdaniem neurologów proces dojrzewania mózgu – od którego zależy wykształcenie się powyższych cech – trwać może nawet do 25. roku życia, lecz czasem może następować przed szesnastym rokiem życia

### Psychiczne atrybuty człowieka dorosłego
- zdolność do abstrakcyjnego myślenia,
- umiejętność formułowania odpowiedzi na pytania dotyczące jego jako osoby, oraz członka społeczeństwa i istoty we wszechświecie,
- gotowość do podjęcia i wykonywania pracy zawodowej,
- umiejętność dokonywania wyborów wartości oraz własnego miejsca w świecie,
- aktywne uczestnictwo w procesach interakcji społecznych,
- dojrzałe relacje interpersonalne z innymi,
- zdolność do w miarę obiektywnej oceny siebie i innych, zajmowania stanowiska wobec innych osób, problemów i wartości,
- doświadczenie zdobywane poprzez uczestnictwo w różnego rodzaju sytuacjach, styczność z innymi ludźmi oraz wewnętrzne przeżycia i własne postępowanie, które mają wpływ na ukształtowanie się tożsamości oraz samooceny,
- umiejętność podnoszenia kwalifikacji.